# Tomasz Urbanowicz

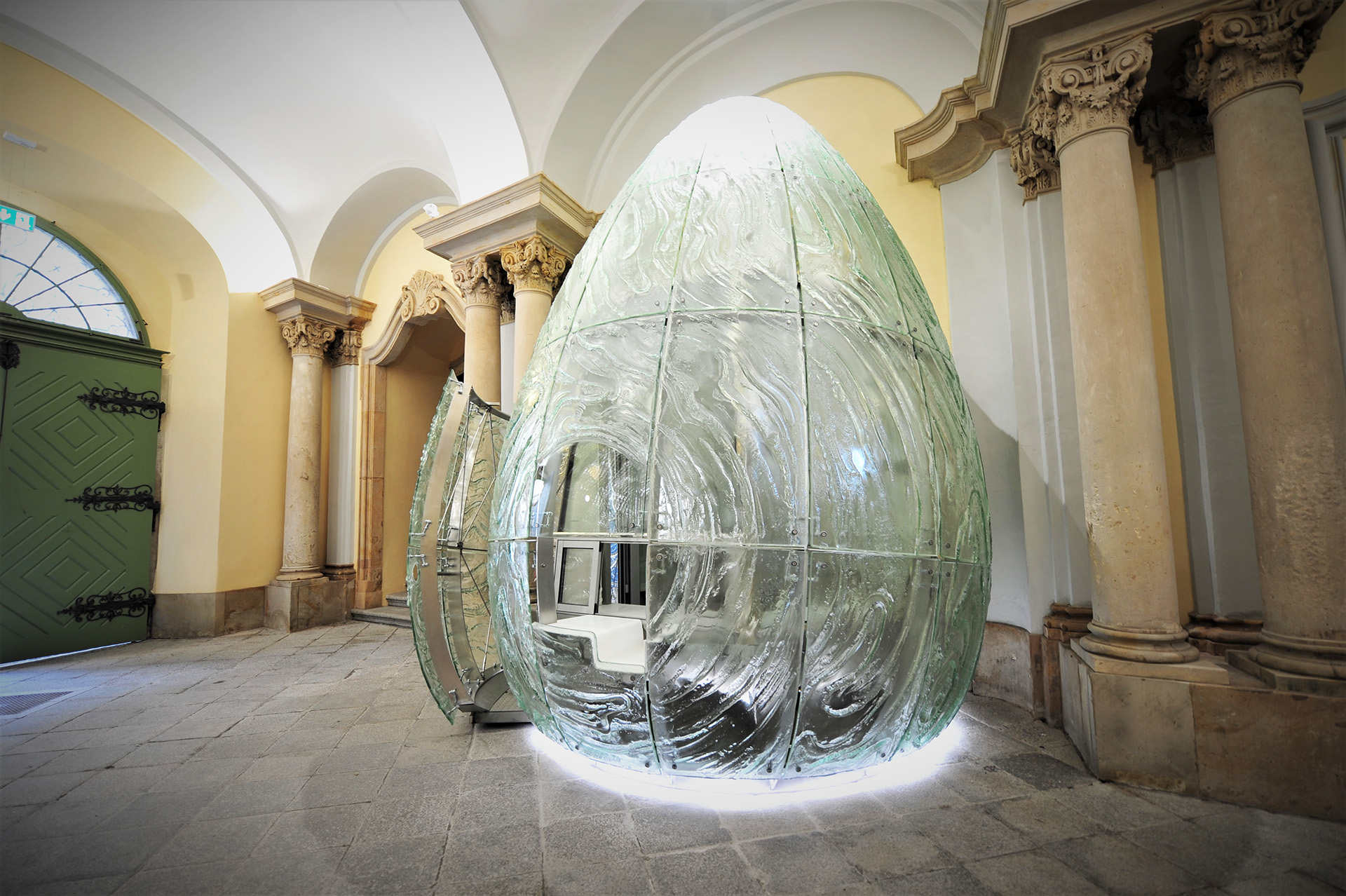
[http://www.archiglass.com.pl/pl/portfolio/jajo-uniwersytet-wroclawski-polska/ Szklane JAJO, Uniwersytet Wrocławski (2019)

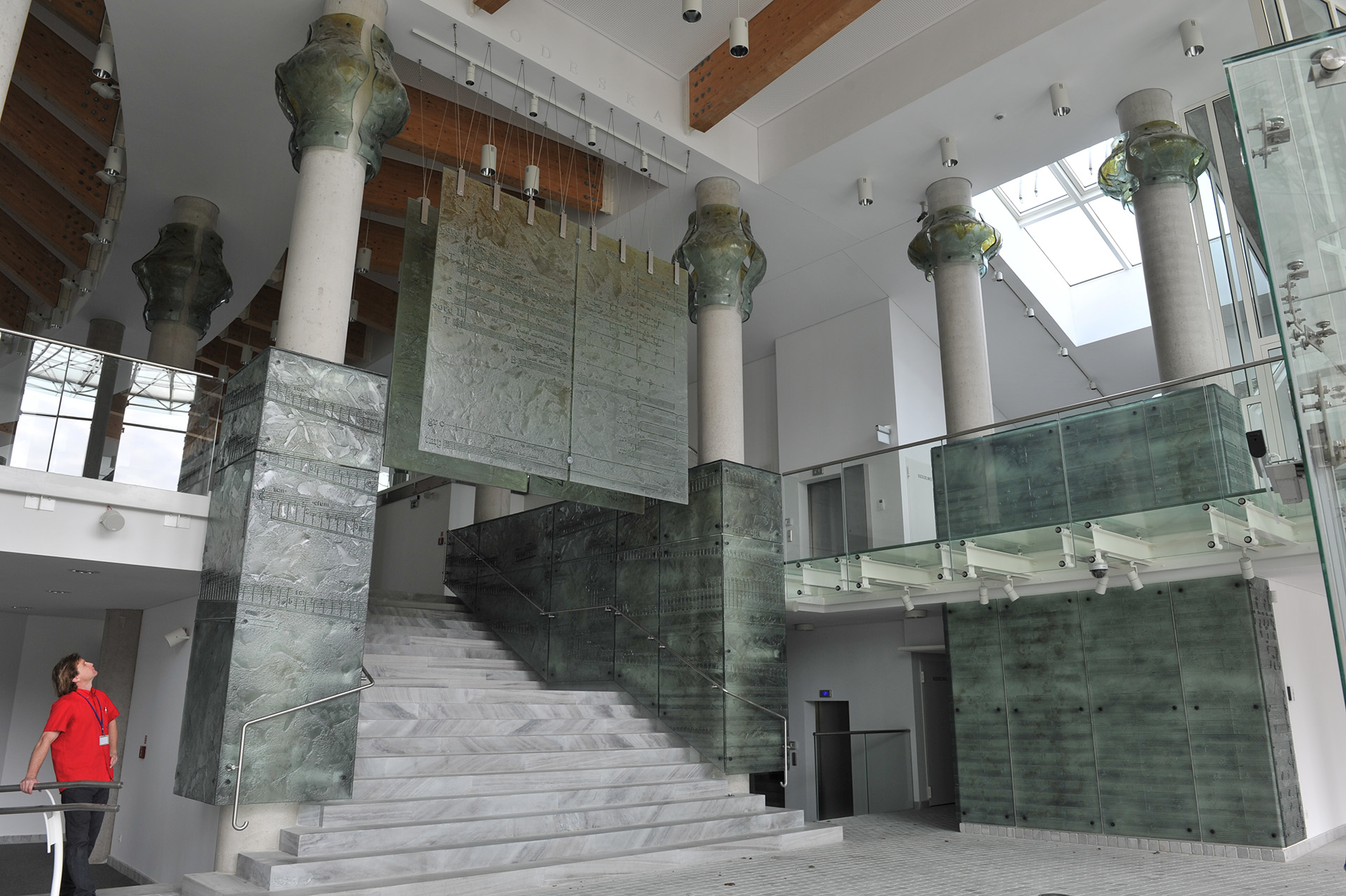
[http://www.archiglass.com.pl/pl/portfolio/opera-filharmonia-podlaska-bialystok-polska/ Szklany wystrój, Opera i Filharmonia Podlaska (2012)

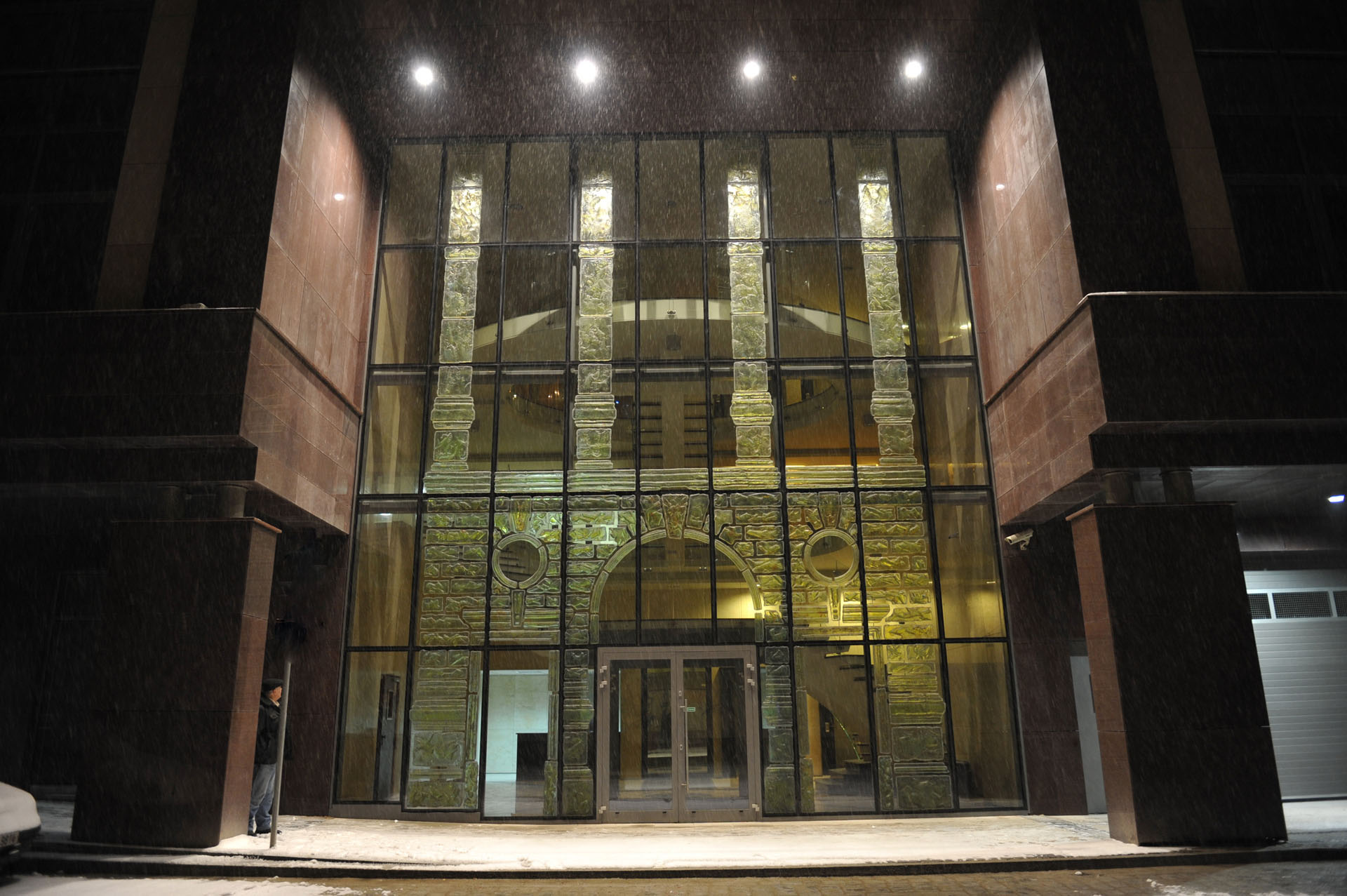
[http://www.archiglass.com.pl/pl/portfolio/ulica-krawiecka-justin-center-wroclaw-polska/ Szklana elewacja, Justin Center, Wrocław (2010)

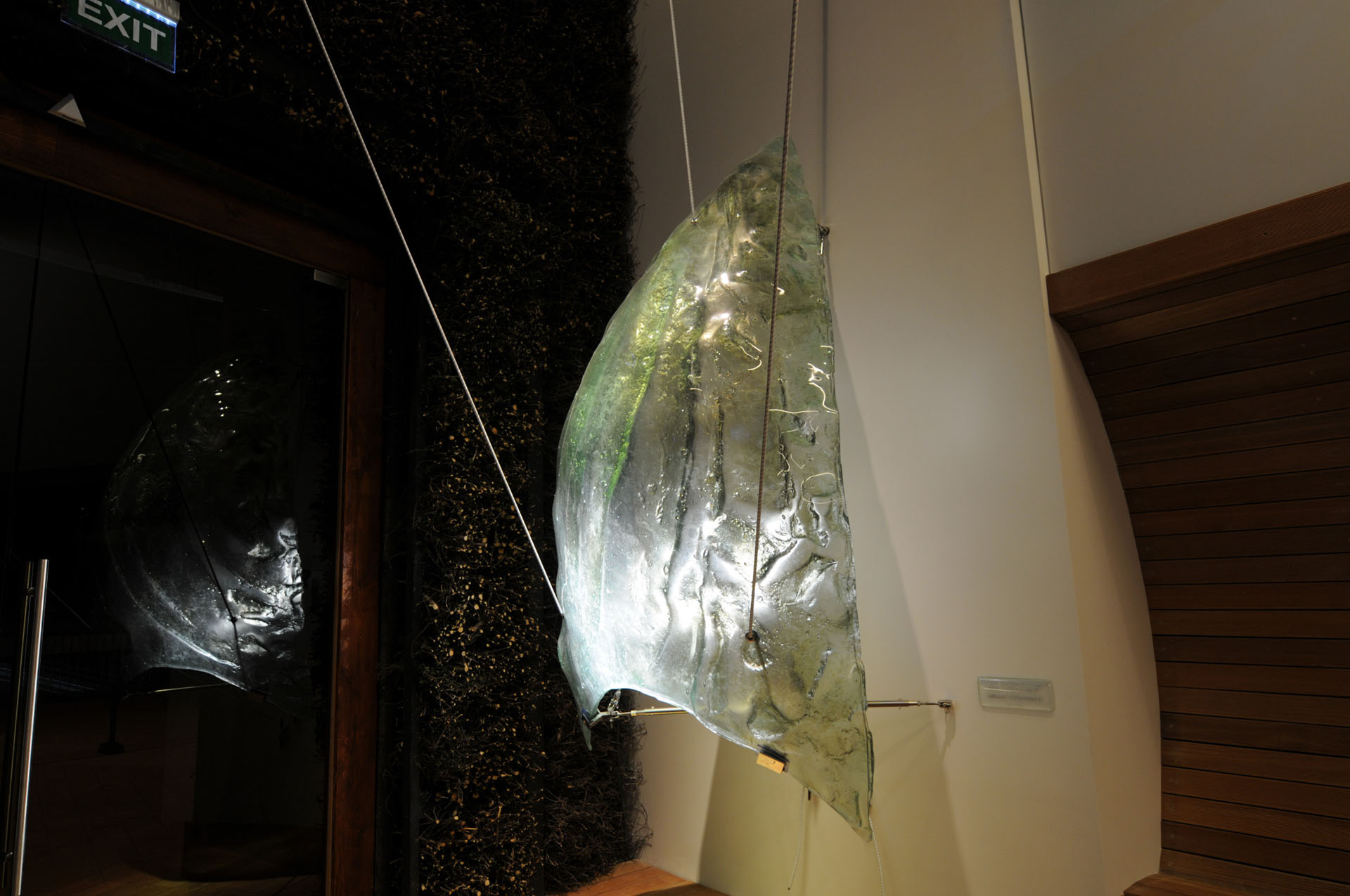
[http://www.archiglass.com.pl/pl/portfolio/polska-wiatr-w-zaglach-expo-2008-saragossa-hiszpania/ „Wiatr w Żaglach”, EXPO 2008 w Saragossie, Hiszpania (2008)

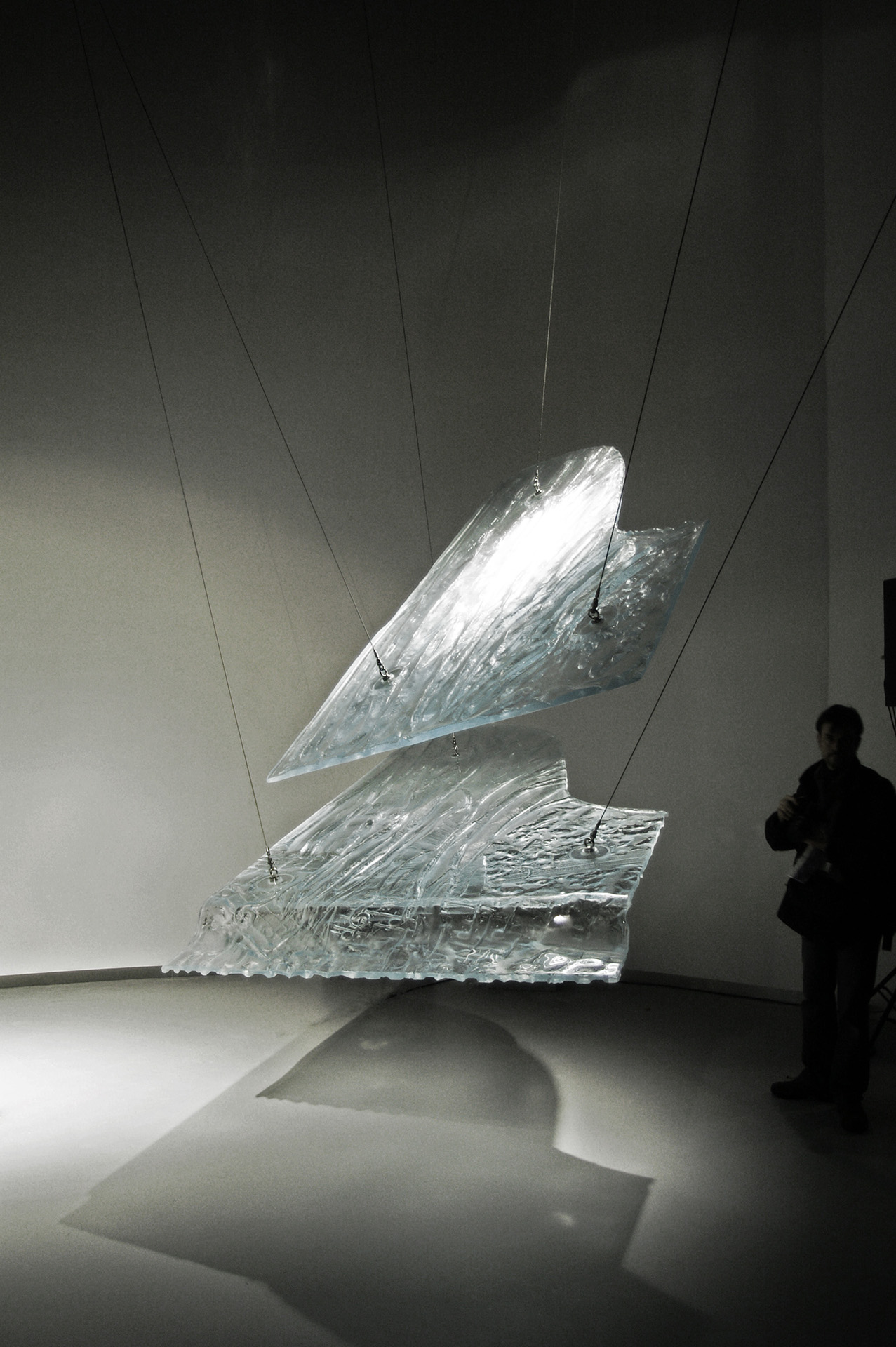
[http://www.archiglass.com.pl/pl/portfolio/dusza-fortepianu-expo-2005-aichi-japonia/ „Dusza Fortepianu”, EXPO 2005 w Aichi, Japonia (2005)

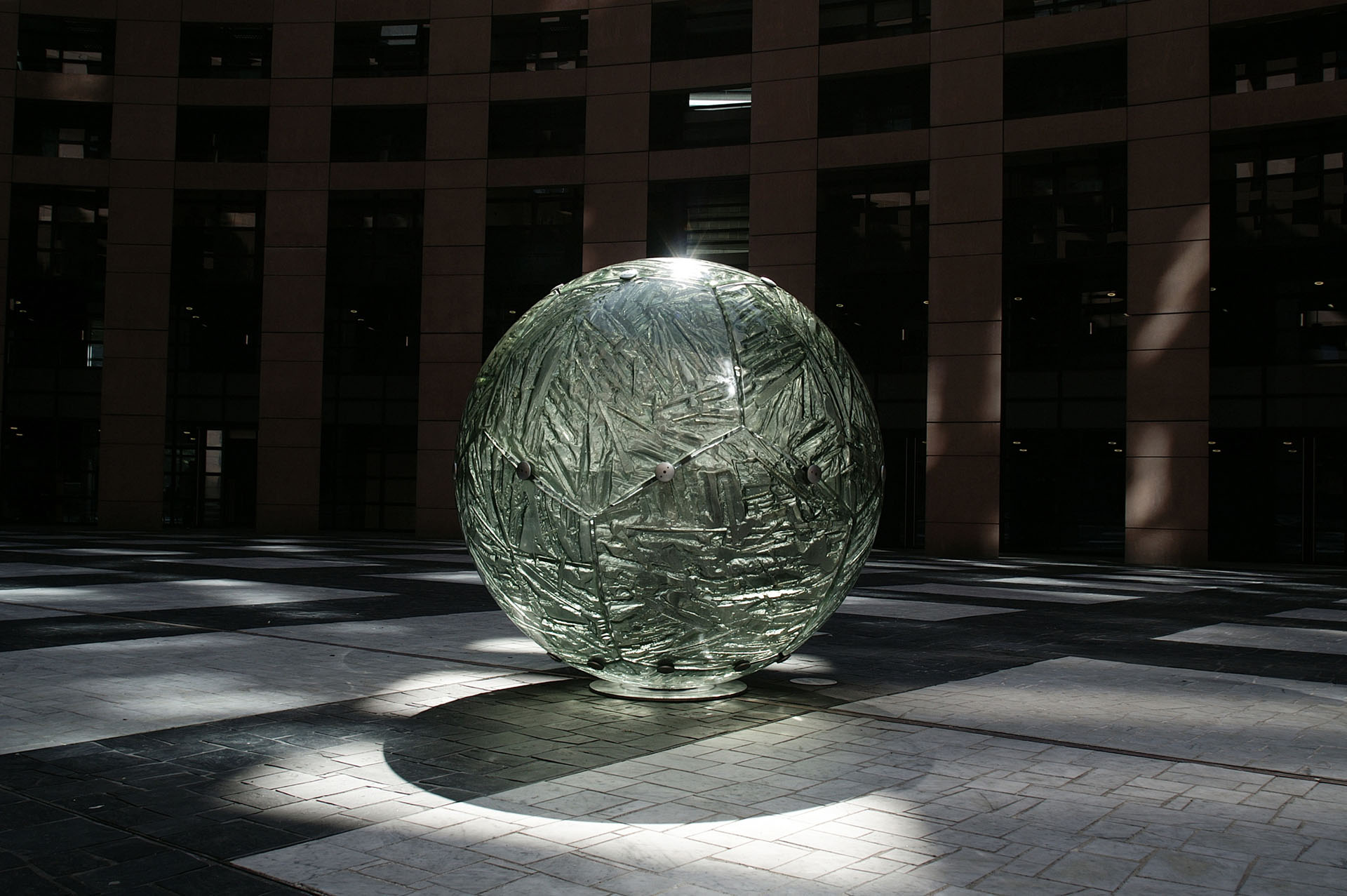
[http://www.archiglass.com.pl/pl/portfolio/zjednoczony-swiat-parlament-europejski-strasbourg-francja/ „Zjednoczony Świat”, Parlament Europejski, Strasburg, Francja (2004)

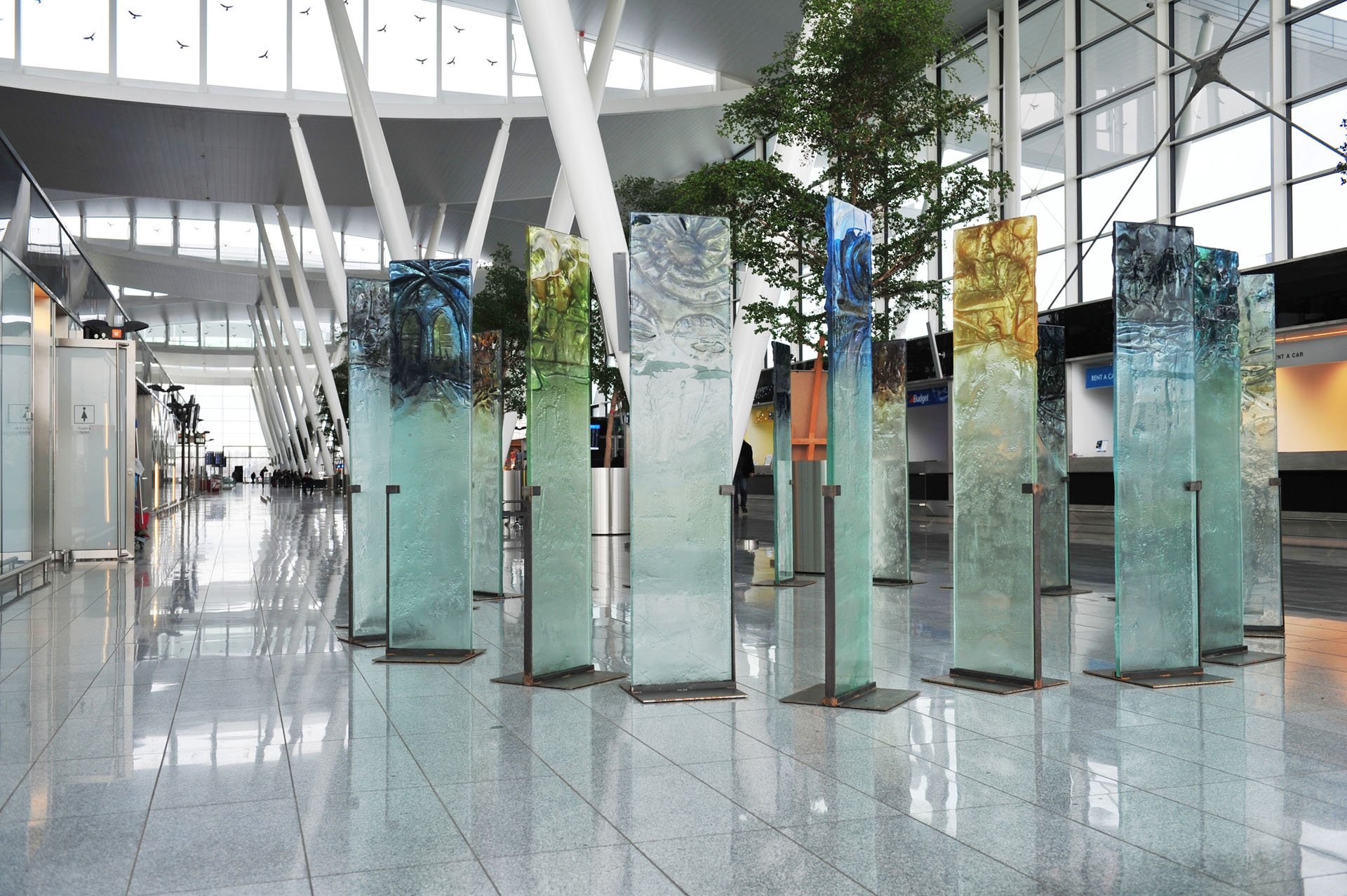
[http://www.archiglass.com.pl/pl/portfolio/wystawa-glasshenge-wroclaw-polska/ Wystawa GlassHenge Tomasza Urbanowicza na Lotnisku we Wrocławiu

Tomasz Urbanowicz (ur. 14 kwietnia 1959 we Wrocławiu) – polski architekt, artysta tworzący szklane kompozycje architektoniczne.

## Życiorys
Studiował w latach 1978–1985 na Wydziale Architektury Politechniki Wrocławskiej. W latach 1982–1985 studiował nad witrażem na Wydziale Sztuk Pięknych Uniwersytetu Mikołaja Kopernika w Toruniu. W latach 1985–1989 był asystentem w Zakładzie Rysunku Malarstwa i Rzeźby Wydziału Architektury Politechniki Wrocławskiej. W 1987 wraz z żoną Beatą Urbanowicz założył we Wrocławiu pracownię Archiglass, realizującą autorskie, unikatowe szkło do architektury. Realizacje pracowni Archiglass znajdują się w wielu obiektach użyteczności publicznej oraz przedsiębiorstwach i prywatnych rezydencjach w Polsce i zagranicą. W 2016 roku Tomasz Urbanowicz został uhonorowany odznaką „Wyróżniony Absolwent Politechniki Wrocławskiej”.
Jego realizacje zostały opublikowane m.in. w książkach Architectural Glass Art oraz Colours of Architecture autorstwa Andrew Moor (London, 1997 oraz 2006), w książce Contemporary Kiln-formed Glass autorstwa prof. Keith Cummings (London / Philadelphia, 2009) czy monografii Szkło we współczesnej architekturze – dr. Ewa Wala.
Kompozycje szklane Urbanowicza trzykrotnie uczestniczyły w prezentacjach Polski na światowych wystawach EXPO: na EXPO 2000 w Hanowerze (Niemcy) – w prezentacji Dolnego Śląska, na EXPO 2005 w Aichi (Japonia), gdzie kompozycja Dusza Fortepianu stanowiła główny eksponat Polskiego Pawilonu, zaprojektowanego przez prof. Krzysztofa Ingardena, oraz na EXPO 2008 w Saragossie (Hiszpania), gdzie kompozycja Polska- wiatr w żaglach wpisywała się w ideę narodowej prezentacji.
Szklane kompozycje Urbanowicza można spotkać głównie w Polsce, np. w Sądzie Najwyższym w Warszawie, na Uniwersytecie Śląskim w Katowicach, na Politechnice Wrocławskiej we Wrocławiu.
Jego szklana kula Zjednoczony Świat stanowi centralny element plastyczny agory Parlamentu Europejskiego w Strasburgu (Francja), tęcza L’arc en ciel ozdabia College G. Brassensa w Paryżu, zielone odlewy zdobią hol Browaru Holsten w Hamburgu (Niemcy), a kompozycja Niebieski zachód słońca w oceanie pływa na największym transatlantyku świata, RMS Queen Mary 2.
Jednym z największych dzieł artysty są ogromne szklane kompozycje artystyczne z zapisem nutowym we foyer nowego budynku Opery i Filharmonii Podlaskiej w Białymstoku.
21 lutego 2013 roku w Kinie Nowe Horyzonty we Wrocławiu, swoją premierę miał film 850 °C. Szkło Tomasza Urbanowicza – krótki, niezależny dokument wyprodukowany przez studio Camera Nera, próbujący uchwycić wizję twórczości artysty.
W roku 2014 szklane prace artystyczne Urbanowicza z serii „GlassHenge” wystawiane były na Lotnisku we Wrocławiu.
W latach 2018–2019 Tomasz Urbanowicz wspólnie z prof. Przemysławem Tyszkiewiczem opracowali nową własną technikę utrwalającą grafikę w szkle artystycznym. W formie serii „Corsydiany” stworzyli kilkanaście prac wspólnych, prezentowanych m.in. na wystawie zbiorowej „PARA.CERAMIKA.GRAFIKA” w Oblastni galerie w Libercu czy wystawie „Statek Robinsona” organizowanej przez Galerię Miejską i Muzeum Architektury we Wrocławiu.
Do najnowszych realizacji wielkoformatowego szkła w architekturze i przestrzeniach publicznych, wykonanych przez Tomasza Urbanowicza we współpracy z synem arch. Konradem Urbanowiczem, należą kompozycja „Dusza Zdrowia” w Klinice Integrative Medical Center w Żernikach Wrocławskich, szklane JAJO, będące nową portiernią w zabytkowym Gmachu Głównym Uniwersytetu Wrocławskiego, "Duch Palatium" na Ostrowie Tumskim w Poznaniu oraz Pomnik Żołnierzy Niezłomnych we Wrocławiu. W 2022 roku praca "Duch Palatium" zwyciężyła w konkursie CODAawards i uznana została za najlepsze dzieło sztuki w architekturze i przestrzeni publicznej na świecie.

## Wybrane projekty i realizacje
- 2024 - Pomnik Żołnierzy Niezłomnych, Wrocław[38]
- 2021 - "Duch Palatium", Ostrów Tumski, Poznań[37]
- 2019 – Szklane JAJO, Portiernia, Gmach Główny, Uniwersytet Wrocławski[34][35][36]
- 2018 – „Dusza Zdrowia”, Szklane kompozycje we wnętrzach, Klinika IMC Integrative Medical Center, Żerniki Wrocławskie[32][33]
- 2015 – Szklane obiekty artystyczne w Holu Głównym i Kaplicy, Szpital Specjalistyczny im. T. Marciniaka, Wrocław[9][40]
- 2015 – „Szklane Wodospady”, Fasada ze szkła artystycznego, Biurowiec Ultranet, Wrocław[41]
- 2015 – Przeszklenia artystyczne, Sala Senatu, Uniwersytet Ekonomiczny w Katowicach[42]
- 2014 – Szklane artystyczne elementy architektury wnętrza, Ośrodek Współpracy Europejskiej ODRA, Oława[9][43]
- 2013 – Rzeźba „Wielki Wybuch”, Kampus Uniwersytetu w Białymstoku[9][44]
- 2012 – Szklane artystyczne elementy architektury wnętrza, Opera i Filharmonia Podlaska, Białystok[9][19][20][21][22]
- 2011 – „Szkła Barokowe”, Gmach Główny, Uniwersytet Wrocławski[45]
- 2011 – Szkła artystyczne i kompozycje szklano-kamienne, Muzeum Karkonoskie, Jelenia Góra[46]
- 2010 – „Srebrne Meteory”, Kompozycja ze szkła i kamienia, podświetlana światłowodowo, Basen w prywatnej rezydencji, Srebrna Góra[47]
- 2010 – „Żagle Katamaranu”, Szklane kompozycje podświetlane światłowodowo, Basen w prywatnej rezydencji „Katamaran House”, Chyby[48][49]
- 2010 – Ściany i obrazy ze szkła artystycznego, Słoneczne Termy Wielka Pieniawa, Polanica-Zdrój[50]
- 2010 – Psalm Pierwszy na wypukłych szkłach artystycznych, Kościół pw. św. Józefa, Przedbórz[9][51]
- 2010 – Szklana elewacja, Justin Center, Wrocław[9][52][53]
- 2010 – Obrazy ze szkła artystycznego, Restauracja „Pod Starym Głogiem”, Rynek, Głogów[54]
- 2008 – Rzeźba „Wiatr w Żaglach”, EXPO 2008 w Saragossie, Hiszpania[13]
- 2008 – „Kudowater”, Trzykondygnacyjna kompozycja ze szkła artystycznego, Sanatorium „Zameczek”, Kudowa Zdrój[55]
- 2008 – Obrazy ze szkła artystycznego, Hotel Centuria Wellness & Spa w Ogrodzieńcu[56]
- 2008 – Szklany krzyż i okna ze szkła artystycznego, Kościół Zbawiciela Parafii Ewangelicko-Augsburskiej, Działdowo[57]
- 2008 – Paryskie motywy w szklanych obiektach wystroju wnętrza, Restauracja Bistro de Paris, Warszawa[58]
- 2006 – „Anioł”, Instytut Polski w Pradze, Czechy
- 2006 – Szklane kompozycje we wnętrzach, Centrum Naukowo-Badawcze Wydziału Elektrycznego, Politechnika Wrocławska[59]
- 2005 – Rzeźba „Dusza Fortepianu”, EXPO 2005 w Aichi, Japonia[9][10][11][12]
- 2004 – Szkła artystyczne w kaplicy, Wydział Teologiczny, Uniwersytet Śląski, Katowice[60]
- 2004 – Kula „Zjednoczony Świat”, Parlament Europejski, Strasburg, Francja[9][16][17]
- 2003 – „Błękitny Zachód Słońca w Oceanie”, Szklany obraz przestrzenny, Transatlantyk RMS Queen Mary II[18]
- 2001 – Szklana ściana artystyczna, Muzeum Architektury, Wrocław[61]
- 2000 – Szklane artystyczne elementy architektury i wnętrza, Pałac w Opypach koło Grodziska Mazowieckiego[9][62]
- 2000 – Szklane obrazy, jako interpretacja procesu warzenia piwa, Browar Holsten, Hamburg, Niemcy[9][63]
- 2000 – Rzeźba „Miś”, EXPO 2000 w Hanowerze, Niemcy[8]
- 2000 – Portal ze szkła i mosiądzu, „Pasaż pod Błękitnym Słońcem”, Rynek, Wrocław[64]
- 1999 – Szklane Orły, Sąd Najwyższy, Warszawa[65]
- 1999 – „Nadzieja”, Krzyż ze szkła artystycznego, Parafia Ewangelicko-Augsburska Opatrzności Bożej, Wrocław[66]
- 1996 – Szklana kompozycja inspirowana srebrem, Centrum Kultury „Muza”, Lubin[67]
- 1995 – Szklana Tęcza, Bank Pekao S.A., Lubin[68]
- 1993 – Szklana Tęcza, College George Brassens, Paryż, Francja[69]

## Wybrane wystawy krajowe i międzynarodowe
- 2019 – „Statek Robinsona”, wystawa zbiorowa, Galeria Miejska we Wrocławiu, Muzeum Architektury we Wrocławiu[31][70]
- 2018-2019 – „PARA.CERAMIKA.GRAFIKA”, wystawa zbiorowa artystów ceramiki i grafiki Akademii Sztuk Pięknych im. Eugeniusza Gepperta we Wrocławiu, Oblastní galerie Liberec, Czechy[29][30]
- 2018 – „Noc Muzeów” w Galerii ARCHIGLASS „Szopa Jazowa” we Wrocławiu[71][72]
- 2017-2018 – „Glasstosteron”, wystawa zbiorowa (Andrzej Kucharski, Marcin Litwa, Mariusz Łabiński, Wojciech Olech, Kazimierz Pawlak, Wojciech Peszko, Janusz Robaszewski, Czesław Roszkowski, Stanisław Sobota, Grzegorz Staniszewski, Tomasz Urbanowicz, Ryszard Więckowski, Igor Wójcik, Maciej Zaborski)
  - Zamek Książ, sale BWA, marzec – kwiecień 2017[73]
  - Miejska Galeria Sztuki w Łodzi, kwiecień – maj 2017[74][75]
  - Centrum Dziedzictwa Szkła, Krosno, czerwiec – sierpień 2017[76][77]
  - Centrum Szkła i Ceramiki, Kraków, wrzesień – listopad 2017[78][79]
  - WINDA Galeria Sztuki Współczesnej, styczeń – luty 2018[80][81]
- 2016 – „Ceramika i szkło – Obszary sensualne”, Europejska Stolica Kultury, Arsenał, Wrocław[82][83]
- 2016 – Glaskunst Exhibition, Zamek Cannenburgh, Vaassen, Holandia[84]
- 2016 – Festival dell’ Arte, Pałac w Wojanowie[85]
- 2014 – „Szkłem Malowane”, Galeria Sztuki Współczesnej, Ostrów Wielkopolski[86][87]
- 2014 – „GlassHenge”, Port Lotniczy we Wrocławiu[25]
- 2014 – Festival dell’ Arte, Pałac w Pakoszowie[88]
- 2013 – Festival dell’ Arte, Pałac w Wojanowie[89]
- 2013 – Glaskunst Exhibition, Zamek Cannenburgh, Vaassen, Holandia[90]
- 2012 – Festival dell’ Arte, Pałac w Wojanowie[91]
- 2008 – EXPO Saragossa, Rzeźba „Wiatr w Żaglach” w Polskim Pawilonie, Hiszpania[13]
- 2006 – Galeria Miejska „Arsenał”, Poznań[92]
- 2005 – EXPO Aichi, Rzeźba „Dusza Fortepianu” w Polskim Pawilonie, Japonia[9][10][11][12]
- 2003 – Ogrody Ambasady RP, Praga, Czechy[93]
- 2000 – EXPO Hannover, Niemcy[8]
- 1999 – „URBANOWICZ-SZKŁO”, Muzeum Architektury, Wrocław[94]